# Association continentale américaine des travailleurs

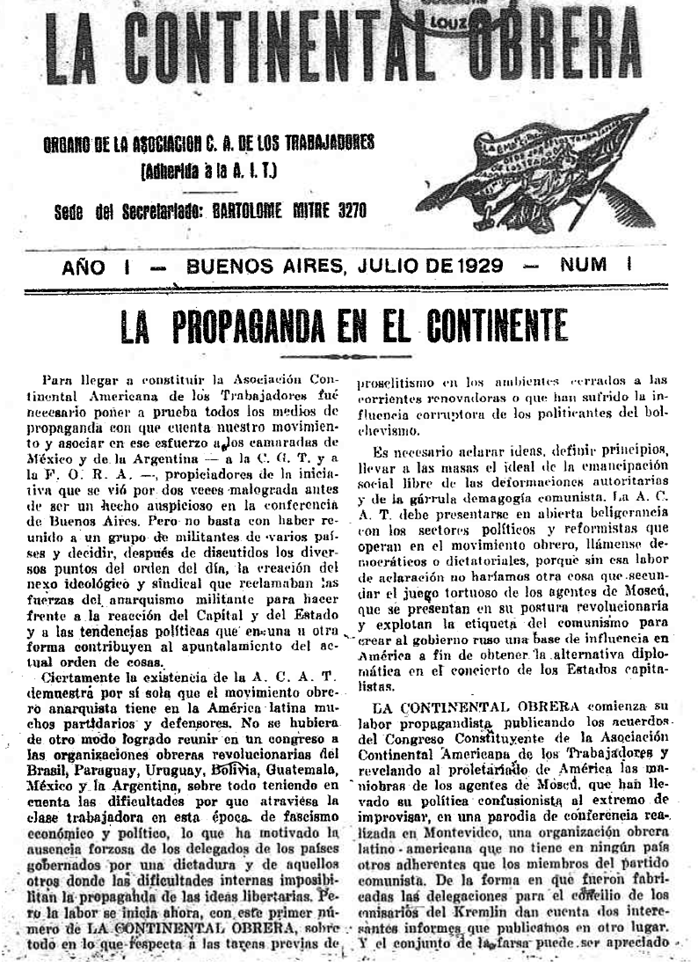
Une du premier numéro de La Continetal Obrera, organe de l'ACAT.

L'Association continentale américaine des travailleurs (Asociación Continental Americana de los Trabajadores, ACAT) est une association d'organisations anarcho-syndicalistes, fondée en 1929 à Buenos Aires, en Argentine, avec l'intention d'être la branche régional de l'Association Internationale des Travailleurs (AIT) en Amérique latine. Elle a d'abord eu son siège à Buenos Aires, mais en raison de la dictature dans ce pays a dû être déplacée, en Uruguay d'abord, puis au Chili.

## Histoire
Au mois de mai 1929, la Fédération ouvrière régionale argentine convoque un congrès de tous les pays sud-américains, qui se réunit à Buenos Aires. L'AIT y mandate Augustin Souchy, un de ses secrétaires, pour y assister. Outre la FORA argentine qui l'organise, sont représentés au congrès : le Centro Obrero del Paraguay, la Federación Local de la Paz, la Antorcha y Luz y Libertad de Bolivie, la Confédération générale des travailleurs mexicaine, le Comité pro Acción Sindical du Guatemala, la Fédération Régionale Uruguayenne, le Costa Rica est représenté par l'organisation Hacia la Libertad, sont également présents des délégués de sept États brésiliens, enfin des délégués de la section chilienne des Industrial Workers of the World (IWW) assistent aussi au congrès.
Au cours des années 1930, l'organisation ne parvient cependant pas à avoir un impact suffisant pour empêcher la perte de terrain de l'anarcho-syndicalisme au sein du mouvement ouvrier latino-américain face à la gauche et au populisme. La tendance n'a pas pu être inversée, même avec l'arrivée d'exilés espagnols de la Fédération anarchiste ibérique après leur défaite dans la guerre civile espagnole. Subséquemment, l'ACAT a disparu. 
Les sections de l'AIT en Amérique Latine essaient de la relancer actuellement.